# Trioxys curvicaudus
Trioxys curvicaudus är en stekelart som beskrevs av Mackauer 1967. Trioxys curvicaudus ingår i släktet Trioxys och familjen bracksteklar. Arten är reproducerande i Sverige. Inga underarter finns listade i Catalogue of Life.